# Guido da Baisio II
Guido da Baisio (o de Barzis, detto anche Vido; Reggio Emilia, ... – 1384 o 1386) è stato un vescovo cattolico italiano.

## Biografia
Proveniva dalla stessa casata dell'omonimo giurista di cui, secondo una sua dichiarazione manoscritta conservata alla Biblioteca Apostolica Vaticana, era pronipote. Questo darebbe credito a quelle altre fonti che lo dicono dottore in legge. Era parente anche di un altro Guido da Baisio, che era stato in precedenza vescovo a Reggio Emilia, Rimini e Ferrara.
Fu canonico di Modena e Ferrara e, secondo alcuni, frequentò la corte pontificia ad Avignone quale «Auditor causarum palatii apostolici et cappellanus papae», divenendo poi legato della Santa Sede in Lombardia.
Il 15 febbraio 1361 papa Innocenzo VI lo nominò vescovo di Concordia (con sede a Portogruaro) in sostituzione del defunto Pietro di Clusello.
In questa sede fu coinvolto nelle rivendicazioni temporali della Chiesa locale contro i feudatari, in particolare nei confronti della famiglia Prampero che occupava il castello di Cusano. Questa vertenza, che vide anche l'intervento del pontefice, fu risolta solo nel 1371 dal patriarca Marquardo di Randeck, che restituì la fortezza al prelato dietro il pagamento di 2500 lire. Il 7 luglio 1375 Guido concesse lo stesso castello ad Azzolino Gubernati in cambio di alcuni beni siti a Portogruaro.
Con le autorità di questa città fu in buoni rapporti e mantenne la consuetudine di confermare il podestà eletto dal Comune (come avvenne nel 1372).
Tra gli altri fatti salienti di questo periodo, va ricordato quando ospitò a Udine l'imperatore Carlo IV con, al suo seguito, Francesco Petrarca.
Il 21 gennaio 1370 papa Urbano V lo nominò vescovo di Cervia, ponendo a Concordia Bernardo Guasconi. Tale decisione non ebbe seguito, infatti Guido rimase in Friuli mentre a Cervia venne inviato lo stesso Guasconi.
Nel 1380 fu eletto vescovo di Modena succedendo ad Aldobrandino d'Este, passato alla diocesi di Ferrara. Di questo episcopato si hanno poche e contraddittorie notizie; di certo vi rimase molto poco, visto che già il 19 agosto 1382 risulta alla guida della diocesi di Ferrara (Aldobrandino d'Este era spirato il 30 ottobre precedente).
Secondo gli storici locali, gli anni a Ferrara si caratterizzarono per la stretta collaborazione con gli Estensi, del quale sarebbe stato consigliere e ambasciatore.
La data di morte non è nota con precisione: per Ferdinando Ughelli scomparve nel 1386, per Giuseppe Cappelletti il 27 gennaio 1384.